# GEAグループ
GEAグループ（ゲアグループ、独: GEA Group AG）は、食品・飲料メーカーを中心とする各業界向けに加工機器を製造・販売する多国籍企業。ドイツ・ノルトライン＝ヴェストファーレン州・デュッセルドルフに本拠を置き、世界50カ国以上に現地法人を持つ。日本法人はGEAジャパン株式会社。フランクフルト証券取引所上場企業（FWB: G1A）。

## 沿革
GEAグループのルーツは1881年にフランクフルト・アム・マインで設立された非鉄金属企業のメタルゲゼルシャフト（Metallgesellschaft AG）にある。メタルゲゼルシャフトは国内の鉱山および冶金プラントへの投資からスタートしたのち海外に進出し、20世紀後半には世界40カ国以上に拠点を持つ産業コングロマリットとなったが、1993年にアメリカの子会社がデリバティブの失敗により13億ドルの損失を発生させたことを契機に事業のリストラを進めた。ボッフムに拠点を持つGEA（Gesellschaft für Entstaubungs-Anlagen mbH）を1999年に買収したのち、翌2000年に非鉄金属生産からの撤退に伴いMGテクノロジーズ（MG technologies AG）に社名を変更、2005年に子会社のGEAと合併する形で現在の社名となった。2011年に本社をデュッセルドルフに移した。
現在のGEAグループは、食品や飲料、酪農・乳業をはじめとする各業界に製造用機器を販売するほか、主力製品である遠心分離機や液体および粉体の加工機器はエネルギー企業や船舶関連業界などでも販売されている。現在地域別の売上は、EMEAが約35％、アジア太平洋地域が2割強、北米が2割弱となっている。

## 日本における事業
GEAグループの100％日本法人として「GEAジャパン株式会社」（GEA Japan Ltd.）があり、東京（港区）にオフィスを持つ。日本法人としては2015年にGEAプロセスエンジニアリング株式会社、GEAウエストファリアセパレータージャパン株式会社、GEAフードソリューションズジャパン株式会社の各法人が設立されたが、最終的に2020年1月、GEAプロセスエンジニアリング株式会社がGEAウエストファリアセパレータージャパン株式会社を吸収合併し現在の形となった。
明治、森永乳業、アサヒビール、サントリーなどの飲料・食品関連業界を対象に、遠心分離機やホモジナイザー、粉体溶解装置、スプレードライヤーなどの輸入販売を行っている。
このほか、オリオン機械との合弁事業であり、GEAグループが株式の49％を出資する「GEAオリオンファームテクノロジーズ株式会社」（GEA ORION Farm Technologies Co., Ltd.）が長野県須坂市にあり、酪農機器や動物用医薬品の輸入販売を行っている。